# Malmø-salmebogen
Malmöpsalmboken var den första danska reformerta psalmboken. Före reformationen existerade det två kända tryckta psalmböcker i Danmark med enkla tillägg. De går under namnet Malmø-salmebogen efter staden Malmö, men hade bägge olika redaktörer och behandlas nedanför därför i två avsnitt.
Malmø-Tidesangbogen
Reformationen hade startat i Malmö nio år innan den blev landets officiella religion. Den första evangeliska och danskspråkiga gudstjänsten avhölls 1 juni 1527 i Malmö av Claus Mortensen.
I förbindelse med reformationen började man i Danmark att sjunga psalmer på danska, några blev översatta från latin, andra – som till exempel Luthers nyskrivna psalmer – översattes från tyska. Det diktades också en del psalmer på danska, som i första omgången blev utgivna som lösblad. År 1528 samlades många av psalmerna i den så kallade ”Malmø-Tidesangbogen”, som innehöll 69 psalmer. Boken finns inte bevarad i sin helhet, men man känner till innehållet.
Claus Mortensen och Hans Olufsen stod som redaktörer av boken.
I 1529 utgav Claus Mortesen den första danska mässan: Thet christelighe messze embedhe paa dansche, och samma år förnyade Arvid Pedersen Malmø-Tidesangbogen med ett tillägg, och Een ny handbog med Psalmer oc aandelige lofsange blev utgiven.
Claus Mortensens liturgiska arbete bestod av psalmer, men man vet inte hur många han själv har översatt, bearbetat eller diktat. Mortensens och Olufsens Malmöböcker från 1528–1529 är början på den evangelisk-lutherska psalmsången på danska.
Mortensens namn är knutet till fyra psalmer i Kingos Psalmebog. Några är översatta från Martin Luther, ibland med några verser tillagda, andra är antagligen diktade av honom själv:
- Gud Fader, Søn og Helligånd (Kingo nr 48)
- Du være lovet, Jesus Krist (Kingo nr 71)
- Nu er os Gud miskundelig (Kingo nr 91)
- Gud Fader udi himmerig (Kingo nr 108)
- Kom Helligånd, o Herre Gud (Kingo nr 205)

Malmø-salmebogen
Christiern Pedersen var boktryckare i Malmö och utgav 1533 den så kallade malmöpsalmboken. Titelbladet finns inte kvar. Psalmboken var en reviderad och utvidgad utgåva av Claus Mortensens tidigare psalmsamlingar, en jylländsk samling och antagligen andra. Christiern Pedersen finputsade språket, men gjorde inga stora ändringar, «…Thi ieg fornam ath den menige mand vaar før bewan saa ath siunge oc quede dem almindelige offuer alt riget baade met ord noder oc toner/ Oc kunde dem oc saa mesten parten vden til/ Fordi [därför] lod ieg her nu ingen noder sette/ Dog haffuer ieg mangestedis forbedret dansken som de vel see oc mercke som hende læse kunde.»
Ur Malmöpsalmboken är en psalm representerad i Kingos Psalmebog, nr. 4: Kyrie, Gud Fader i himmerig.